# Морочине
Моро́чине (до 2025 — Морокине) — село в Україні, у Близнюківській селищній громаді Лозівського району Харківської області. Населення становить 111 осіб. До 2020 орган місцевого самоврядування — Новонадеждинська сільська рада.

## Географія
Село Морокине знаходиться за 2 км від села Нововолодимирське. В селі є кілька загат.

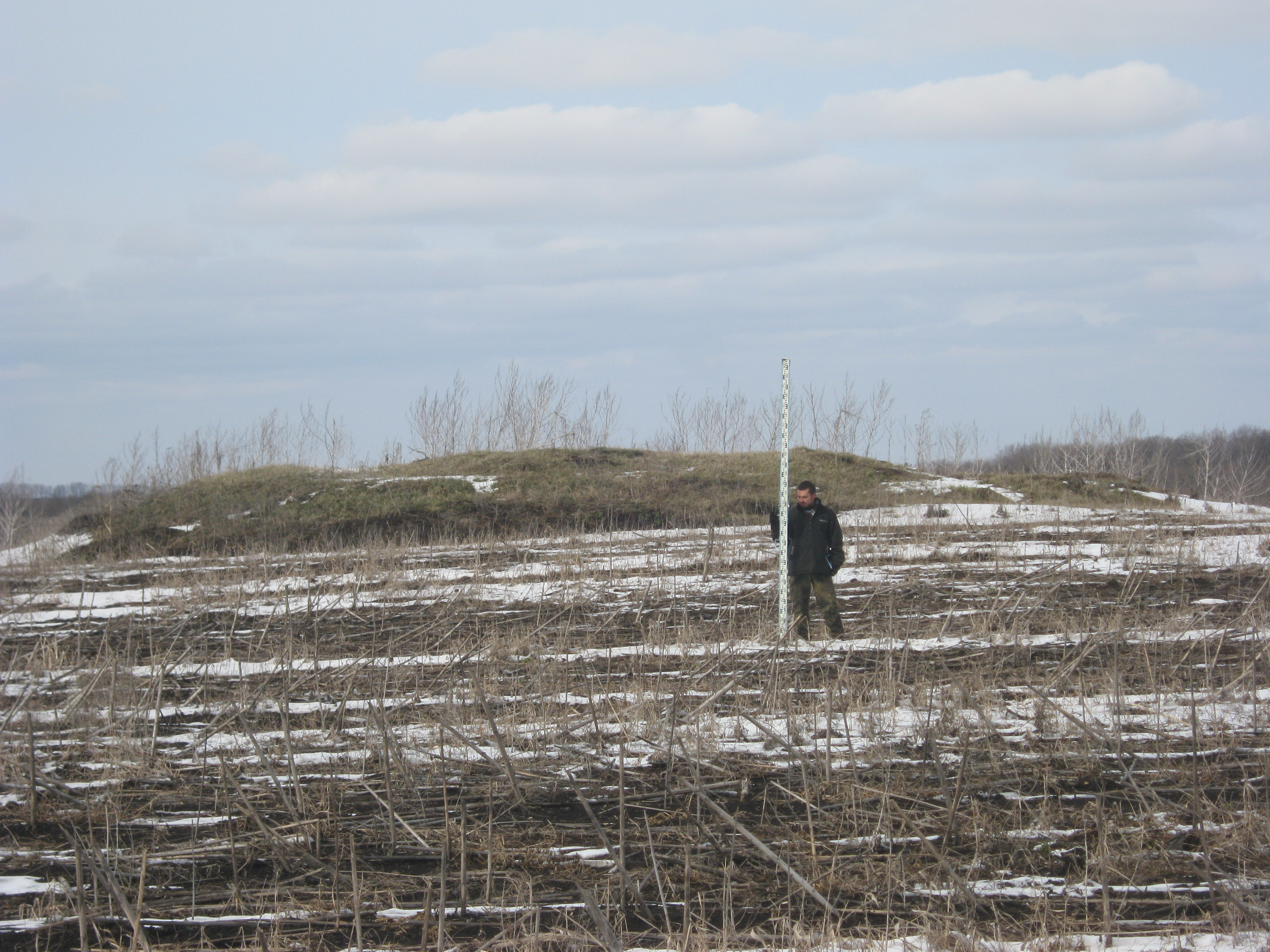
Курган біля села Морочине, розташований у 2,8 км на південний схід від села

## Історія
1825 - дата заснування.
12 червня 2020 року, відповідно до Розпорядження Кабінету Міністрів України № 725-р «Про визначення адміністративних центрів та затвердження територій територіальних громад Харківської області», увійшло до складу Близнюківської селищної громади.
19 липня 2020 року, в результаті адміністративно-територіальної реформи та ліквідації Близнюківського району, увійшло до складу Лозівського району Харківської області.
5 червня 2025 року назва уточнена з Морокине на Морочине, відповідно рішенню Верховної Ради у рамках закону про деколонізацію.

## Економіка
- В селі є молочно-товарна ферма.